# Dissecazione coronarica spontanea
Una dissecazione coronarica spontanea  (acronimo inglese SCAD conosciuta anche come dissecazione spontanea dell'arteria coronaria) è una condizione traumatica rara, a volte fatale.
In circa l'80% dei casi è interessato il sesso femminile. Una delle arterie coronarie sviluppa una lacerazione, a causa della quale il sangue scorre tra gli strati della parete vasale, causandone la separazione. Gli studi eseguiti su questa patologia collocano il tasso di mortalità intorno al 70%.
La dissecazione coronarica spontanea è una causa primaria di infarto miocardico acuto (IMA) in donne giovani (e con minor frequenza in alcuni uomini), in buona salute e altrimenti sane, nonché senza evidenti fattori di rischio. Questi episodi possono verificarsi spesso durante una gravidanza in fase avanzata (es. nell'ultimo trimetre), nel post-partum e nelle donne in peri-menopausa. La malattia è stata anche riconosciuta come una causa possibile di morte improvvisa.

## Storia
Una dissecazione spontanea dell'arteria coronarica è stata descritta per la prima volta nel 1931 in un esame autoptico in una giovane donna di 42 anni.

## Epidemiologia
La prevalenza della dissecazione coronarica spontanea è variabile da circa l'1% al 4% di tutte le coronarografie. Circa il 90% dei pazienti sono donne, con un'età media intorno ai 40 anni.

## Eziologia
Esistono evidenze che suggeriscono che una delle principali cause di dissezione spontanea dell'arteria coronaria (SCAD) è probabilmente correlata ai livelli di ormoni femminili: la gravidanza, la fase mestruale del ciclo uterino, l’utilizzo di contraccettivi orali sono tutti fattori considerati predisponenti o scatenanti; la maggior parte dei casi sembra sorgere nelle donne in pre-menopausa. La condizione riconosce anche altri fattori scatenanti in particolare l'ipertensione arteriosa, certi disturbi del tessuto connettivo (ad esempio la sindrome di Marfan e la sindrome di Ehlers-Danlos) e alcune malattie infiammatorie sistemiche. Altri fattori scatenanti sono un vigoroso esercizio fisico, l’uso di sostanze stupefacenti, il vasospasmo coronarico, anomalie del decorso coronarico (ad esempio il “kinking”, ovvero un decorso vasale tortuoso con tendenza ad inginocchiamento del vaso). In letteratura è stata descritta una forte associazione tra la dissecazione coronarica spontanea e la displasia fibromuscolare (presente in circa il 70% dei pazienti con SCAD).

## Fisiopatologia
Il meccanismo alla base della dissecazione coronarica spontanea non è stato ancora ben definito. Anatomicamente nei pazienti con SCAD è evidente un ematoma intramurale che si forma nella tonaca media e comprime il vaso determinando un restringimento delle dimensioni del lume vasale. La compressione del vero lume causa ischemia e necrosi miocardica. Una lacerazione dell'intima non è di riscontro frequente per cui si ritiene che la causa più probabile sia un’emorragia a livello dei vasa vasorum.

## Segni e Sintomi
I sintomi della dissecazione coronarica spontanea sono spesso molto simili a quelli di un infarto del miocardio ("attacco cardiaco"): il quadro clinico è pertanto dominato dal dolore toracico, localizzato in regione precordiale e irradiato alla spalla e al braccio sinistro, gravativo (sensazione di peso), ma più spesso con caratteristiche trafittive.

## Diagnosi
Una coronarografia è la metodica più utilizzata per diagnosticare la condizione: sono indicativi di dissecazione coronarica spontanea il ristagno di mezzo di contrasto nel falso lume, così come l’evidenza di un "flap intimale"; in alcuni casi in associazione al flap è possibile che si evidenzi anche un assottigliamento del lume vasale. 
Altre tecniche di imaging, come ad esempio l'ecografia intravascolare (IVUS) oppure la tomografia a coerenza ottica possono essere utilizzate per aumentare la specificità diagnostica della coronarografia, in quanto aiutano a differenziare con più facilità la condizione dalla malattia aterosclerotica. Inoltre queste ultime due tecniche consentono di meglio definire anatomicamente il falso lume, il flap dell'intima e l’eventuale coinvolgimento di rami secondari.
In alcuni centri si ricorre anche all’angio-tomografia coronarica, una metodica non invasiva.

## Trattamento
Il trattamento varia a seconda della natura del caso. Nei pazienti asintomatici ed emodinamicamente stabili può essere opportuno mantenere un atteggiamento di tipo conservativo, specie se la coronarografia dimostra un flusso coronarico adeguato: in questa situazione in genere la guarigione spontanea è l'evoluzione più probabile.
Nei soggetti con dissecazione coronarica spontanea in fase acuta la terapia farmacologica della condizione è sostanzialmente sovrapponibile a quella della sindrome coronarica acuta e include farmaci antitrombotici e antischemici. La terapia antitrombotica può dimostrarsi un'arma a doppio taglio, in quanto pur riducendo il rischio di formazione/accrecimento del trombo nel lume coronarico, può favorire l'incremento dell’ematoma intramurale nel falso lume. Per questo motivo i farmaci fibrinolitici nel sospetto di SCAD non dovrebbero essere utilizzati.
L'angioplastica associata ad utilizzo di stent medicati è un'opzione meno invasiva nei casi meno gravi. Tuttavia tale opzione è associata ad alti tassi di fallimento per cui spesso si ritiene comunque preferibile una strategia di gestione conservativa con osservazione prolungata.

## Prognosi
La malattia è spesso fatale ed è per lo più riconosciuta dopo un esame autoptico in giovani vittime decedute per morte improvvisa.